# 民主党 (韓国 1990-1991)

民主党のロゴ

1990年6月15日、民主自由党への合流を拒否した統一民主党残留グループと、1987年の大統領選挙で両金（金泳三・金大中）の単一化（一本化）を求め旧・民主党や平和民主党（平民党）を離党して単一化署名活動をした無所属議員数名が「新生野党」を標榜して発足した保守政党。発足当時は第2野党で、翌91年9月に平民党に在野勢力が合流して結成された新民党と統合して、改めて「民主党」が結成された。→民主党 (韓国 1991-1995)、民主党 (韓国 1995-1997)

## 概要
結成4原則として(1)民主勢力の大同団結、(2)党運営の体質改善、(3)世代交代、(4)野党圏の統合を掲げ、88年の国会聴聞会で活躍した朴燦鐘・盧武鉉・金光一・李哲議員などを中心に2月27日に結成発起人大会、6月15日に結成大会を行い、党の初代総裁に旧・統一民主党副総裁で創党準備委員長の李基澤を選出した。

### 野党統合と在野勢力の合流
野党圏の統合を結成原則に掲げていた民主党は、野党第一党の平民党や在野勢力との協議を進め、7月20日に金大中（平民党総裁）と李基澤（民主党総裁）、金観錫牧師（在野、統合推進会議代表）の3者が会談し、「統合授権政党」を結成することで合意した。しかし、統合にあたって民主党側が要求した金大中総裁の第1線からの後退問題などで平民・民主間の話し合いがつかず、統合は白紙となり、民主党側の金大中に対する不信感の強さを示す結果となった。平民党や在野勢力との統合が失敗したことの責任を取り、11月16日に李基澤は党総裁の職を辞任した。その後、民主党は独自に在野勢力との統合を目指し、「全国民族民主運動連合」（全民連）元常任代表の李富栄が率いる「民主連合推進委員会」（民主連合）と1991年2月に合同し、李基澤が総裁に復帰した。

### 地方選挙の敗北と統合野党としての「民主党」発足
1991年6月20日、1961年5月の5・16軍事クーデターによって停止されていた地方自治制度復活の足がかりとして実施された地方議会選挙の後半戦である広域自治体議会選挙が行なわれた。この選挙で民主党は、全国で866人中21議席、李総裁の地元である釜山広域市でさえ51議席中わずか1議席と、全国で564議席を獲得した民自党に大きく差を広げられて敗北する厳しい結果になった（得票率は14%）。
地方選挙における野党の敗北に危機感を頂いた民主党と新民主連合党（신민주연합당、略称：新民党）は、両党の議員が数回の会合を重ね、(1)統合後の党名は「民主党」とする、(2)金大中と李基澤の両人が共同代表として党務処理にあたるが、年長者である金大中を選挙管理委員会に登録する代表とする、(3)統合後の新党の指導体制は、共同代表を含めた10人の最高委員による集団指導体制とし、最高委員会は両党から5人ずつで構成する、中央党の党職配分は新民党6に対し民主党4の割合とし、党外からの人物についてはそれぞれの持分の中で受け入れる、などの点で合意に達し、9月10日に金大中と李基澤の両総裁は「民主化と改革をめざす時代の要請と、汎民主勢力を統合する野党を望む国民の希望に応えるため、政権獲得のための統合野党の結成を宣言する」と表明、11日に国会の院内交渉団体登録（74人）、16日に両党合同会議を開催、党憲・政綱・基本政策を確定し、指導部陣営を整えて中央選挙管理委員会に法定登録を行ない、金大中・李基澤を共同代表とする統合「民主党」が正式に発足した。なお、この統合に際し朴燦鐘・金光一議員と30人余の地区党委員長は、反対の姿勢を示し、統合後の民主党に加わらなかった。